# Conus sphacelatus
Espèce
Statut de conservation UICN

 LC  : Préoccupation mineure
Conus sphacelatus est une espèce de mollusques gastéropodes marins de la famille des Conidae.
Comme toutes les espèces du genre Conus, ces escargots sont prédateurs et venimeux. Ils sont capables de « piquer » les humains et doivent donc être manipulés avec précaution, voire pas du tout.

## Description
La taille de la coquille varie entre 17 mm et 20 mm.

## Distribution
Cette espèce est présente dans la mer des Caraïbes.

### Niveau de risque d’extinction de l’espèce
Selon l'analyse de l'UICN réalisée en 2011 pour la définition du niveau de risque d'extinction, cette espèce est uniquement connue des îles Turks et Caicos. Il n'y a pas de menaces connues. Elle vit sur un certain nombre d'îles inhabitées. Cette espèce est classée dans la catégorie " préoccupation mineure ".

## Taxonomie

### Publication originale
L'espèce Conus sphacelatus a été décrite pour la première fois en 1833 par le naturaliste, illustrateur et conchyliologiste britannique George Brettingham Sowerby I dans « The conchological illustrations or, Coloured figures of all the hitherto unfigured recent shells »,.

### Synonymes
- Conus (Dauciconus) sphacelatus G. B. Sowerby I, 1833 · appellation alternative
- Conus liratus Reeve, 1844 · non accepté
- Purpuriconus sphacelatus (G. B. Sowerby I, 1833) · non accepté